# Ulrich Kirchhoff
Ulrich Günter Hermann Kirchhoff (Lohne, 9 de agosto de 1967) es un jinete alemán, nacionalizado ucraniano, que compitió en la modalidad de salto ecuestre.
Participó en dos Juegos Olímpicos de Verano, en los años 1996 y 2016, obteniendo dos medallas de oro en Atlanta 1996, en las pruebas individual y por equipos (junto con Franke Sloothaak, Lars Nieberg y Ludger Beerbaum).

## Palmarés internacional
| Representando a Alemania |                          |                |             |
| Juegos Olímpicos         |                          |                |             |
| Año                      | Lugar                    | Medalla        | Categoría   |
| 1996                     | Atlanta (Estados Unidos) | Medalla de oro | Individual  |
| 1996                     | Atlanta (Estados Unidos) | Medalla de oro | Por equipos |